# Receptor somatostatyny
Receptor somatostatyny, receptor somatostatynowy, SSTR (z ang. somatostatin receptor) – receptor peptydowy będący białkiem receptorowym.
Dotychczas opisano 5 podtypów receptora dla somatostatyny oznaczanych SSTR1, SSTR2A, SSTR2B, SSTR3, SSTR4, SSTR5.
Receptory SST należą do rodziny zawierającej w swojej strukturze białko G. Aktywacja tego receptora powoduje zahamowanie cyklazy adenylowej i zmniejszenie wrażliwości napięciowozależnych kanałów wapniowych, aktywację kanałów potasowych i wzrost aktywności fosfatazy tyrozynowej.